# Bogusław Radoszewski
Bogusław Boksa Radoszewski herbu Oksza (ur. ok. 1577 w Siemikowicach, zm. 1638 w Janowie Podlaskim) – polski duchowny katolicki, biskup kijowski i łucki, opat świętokrzyski komendatoryjny do 1633.
Syn Jerzego i Marii z Mogilnickich, brat Marka Radoszewskiego posła i kasztelana wieluńskiego.
Po ukończeniu kolegium jezuitów w Kaliszu, studiował we Frankfurcie nad Odrą i w Padwie, po czym przyjął święcenia kapłańskie w Krakowie (1607).
Na dworze królewskim został sekretarzem Zygmunta III Wazy, piastował stanowisko kanonika kaliskiego. 
Złożył profesję zakonną i został przełożonym łysogórskiego opactwa benedyktynów. 17 stycznia 1619 prekonizowany został przez papieża Pawła V na ordynariusza kijowskiego.
Po wykupieniu gruntów od Pani Kowalkowej - Wierzbnik, a także dzięki uzyskaniu przywileju lokacyjnego (z dnia 16 stycznia 1624) od króla Zygmunta III Wazy, założył podwaliny miasta Wierzbnik.
Był elektorem Władysława IV Wazy z województwa kijowskiego w 1632 roku.  
6 czerwca 1633 został biskupem łuckim. Pochowano go w Sanktuarium Świętego Krzyża.